# True Crime
True Crime（トゥルー・クライム）はActivisionから発売されているアクションゲームシリーズ。主人公は警察官となって銃器や格闘技を用いて街中で発生する犯罪を取り締まり、メインとなる事件を追う。2015年8月時点で2作品が出ている。グランド・セフト・オートシリーズに似た点がある。

## 概要
現在発売中の作品は以下の二つ
- トゥルー・クライム：STREETS OF LA（TRUE CRIME: STREETS OF LA）
- トゥルー・クライム：ニューヨークシティ（TRUE CRIME: NEW YORK CITY）

タイトル変更の作品
- トゥルー・クライム：ホンコン（TRUE CRIME: HONG KONG）

## True Crime:Streets of LA
2003年11月3日Activisionからプレイステーション2とXboxそしてPC(PC版は2004年5月11日)で発売されたゲームソフト。日本語版は2004年10月28日に株式会社カプコンからプレイステーション2とXboxで発売。
舞台はロサンゼルス。主人公は精鋭作戦部E.O.D（Elite Operetions Division）の捜査員となり、チャイニーズマフィアやロシアンマフィアなどの組織犯罪を追う。

### 内容について
GTA3発売以降みられるようになった3Dで作られた都市を動き回るアクションゲーム。基本的には主人公を操作する。街中を走る車やバイクを奪って乗れるなど、GTAシリーズと似ているところは多い。しかしこのゲームは主人公が警察官なので無闇に一般民や治安維持部隊などを殺害するとペナルティが与えられる。ペナルティの内容については以降に記す。

### True Crime: Streets of LA の特徴
- 舞台となるロサンゼルスを実際の建物の大きさや面積を実際に基づいて再現している。
- 主人公は警官なので、自由行動ができるときは街中で発生する様々な事件に対処することができる。
- 事件を解決するとポイントが貯まり、一定以上になるとランクが上がり、様々な新しいスキルを獲得できる
- スキルには銃器の取り扱いに関するもの、運転に関するもの、格闘技に関するものがある。
- 無闇に人を殺したり、警官を攻撃したり、無抵抗の犯人を殺すなどするとバッドポイントが貯まり、バッドゲージが増える。ゲージが増えすぎると時間経過でポイントが減るまで警察に追われる。
- ミッションで失敗しても次に進める。
- 成功と失敗でその後のシーンが大きく変化する。
- 道路標識や樹木、ポストなどのオブジェクトは全て破壊可能。

### 犯人逮捕までの流れ
ロサンゼルス市内を移動していると無線がはいる。無線では犯罪の内容などが説明される。そしてすぐさま現場に急行する。喧嘩などの場合は犯人は銃を持っている事が少ないが、発砲事件の場合、犯人は必ず銃を所持している。プレイヤーに危害を加えていないのに犯人を殺害してしまうとバッドポイントとなりポイントを減らされる。逆に犯人に致命傷を負わせずに逮捕できたならグッドポイントとなりポイントが増える。また犯罪の内容が銃撃戦の場合、犯人を射殺してもバッドポイントにはならない。しかしその銃撃戦に治安維持部隊（警官やSWATなど）が参加していて、犠牲者をだしてしまった場合バッドポイントになってしまう。

## True Crime: New York City
Street of LAの続編。2005年11月15日Activisionからプレイステーション2とXboxそしてニンテンドー ゲームキューブで発売されたゲームソフト。
PCでは、2006年3月24日発売。日本語版はスパイクから2006年7月27日にプレイステーション2で発売された。
舞台はニューヨーク。街並みがリアルに再現されている。ストリートギャングだった主人公は何者かの仕掛けた罠により父と共に命を落としかけ、またその時に助けてくれた恩人のテリー刑事を殺害される。更生して警官になった主人公は何者の意図によるのか、その秘密を追う。

### 主な登場人物
マーカス・リード
声 - AP・マイク
元ストリートギャングでニューヨーク市警察路上犯罪課の刑事で本作の主人公。2000年、自分と父に仕掛けられた罠で瀕死を負うが、テリーに助けられ警官となる。そして警察官となり5年が経つ2005年に昇進試験で合格しテリーのコネで組織犯罪課に入る。しかし捜査中にテリーが殺され、上司ビクターの嫌がらせで路上犯罪課に飛ばされてしまう。ガブリエルと協力し単独でテリー殺害の真実を追究する。
イサイア・リード
声 - ローレンス・フィッシュバーン
かつて裏社会で"King"とあだ名された大物で、マーカスの父。マーカスと共に殺されそうになった後、特別扱いで収監。服役中だが、キングの力は衰えておらずマーカスの情報提供者でもある。
テレンス・ヒギンズ
声 - ミッキー・ローク
ニューヨーク市警察組織犯罪課の刑事。通称テリー。マーカスの恩人であり、マーカスを組織犯罪課に呼んだのが彼である。事件の捜査中に何者かに殺害される。しかし彼こそが市警本部のスパイで、捜査から逃げるため自分を偽造死したのであった。ビクターが逮捕された後、マーカスの元に現れ2人で逃げようともちかけるがマーカスに断られる。バッドエンディングではそのまま地下鉄でマーカスに頭を撃たれ死亡。グッドエンディングでは、マーカスから逃げ列車内で銃撃戦を起こし車両を外して逃げようとするが、線路を撃たれ脱線し車両が爆発、マーカスに逮捕され、病院へ搬送されていった。
ビクター・ナバロ
声 - イーサイ・モラレス
ニューヨーク市警察組織犯罪課の責任者。テリーの勧めで渋々マーカスを部下にするが、テリー死亡後はすぐに路上犯罪課に飛ばしてしまう。婚姻はしているが市内に住んでおらず電車通勤でグランドセントラル駅の125番ロッカーに私物を入れている。4つの犯罪組織のボスからの情報で、ビクターを犯人と断定したマーカスが、ガブリエルとロッカーを調べると偽札が出てきた。
グッドエンディングでは、そのままFBI捜査官に逮捕され連行された。バッドエンディングでは、あまりの怒りに捜査官から銃を奪いガブリエルを撃ち地下鉄の列車内でマーカスと乱闘、その後マーカスに殺害された。この場合、マーカスはビクターは犯人ではないと思いながらも、嫌いだったため殺害した。
しかし彼は真犯人ではなく、テリーが仕掛けた罠にはめられただけであった。
ちなみにエンディングに関係なく、エンディング後は警察署からビクターの姿が消える。
ディーナ・ディクソン
声 - マリスカ・ハージティ
ニューヨーク市警察路上犯罪課の責任者。飛ばされてきたマーカスに、市内で頻発する路上犯罪の取締り強化を指示する。
ガブリエル・ホワイティング
FBI捜査官。市警察内部にいるスパイの内偵をしており、マーカスにテリー殺害にもその者たちが関与していることを指摘し、内偵に協力させる。4つの犯罪組織のボスを逮捕し、マーカスからビクターが犯人だと聞かされ、捜査令状を取りグランドセントラル駅にビクターを呼び出した。グッドエンディングでは、ビクターを逮捕し連行させ、マーカスがテリーを逮捕し終止符をうつ。バッドエンディングでは、逮捕に納得いかないビクターに逆上され部下の拳銃で撃たれ生死は不明。
ヘビースモーカーでもある。

### NYCの特徴やLAとの違い

#### 警察の仕事
- 給料が導入され、プレイヤーは犯人を逮捕したり昇進したりするたびに警察からお金をもらえる。そのお金で武器や体術、食べ物等を購入できる。
- 市内はいくつもの分署管轄区に分かれていて各管轄には犯罪発生率があり、自由行動時にパトロールをし、犯罪を取り締まり続けることで犯罪発生率が低下。一定以上の犯罪を取り締まると「安全」（マップが緑色）の状態になる。全管轄を「安全」にすることが、主人公が上司から課せられている基本的な任務である。またセントラルパークを除く各管轄には最低一つの交番があり、そこでは自分の車を出す、証拠を提出する、給料を貰うといったことができるようになっている。
- 私服でパトロールをして事件に対応する時、銃を出したり発砲することで、制服警官が犯罪者と誤解し銃で撃ってくる。この時にバッジを見せれば警官たちはそれをやめるが、主人公が制服を着用していることで誤解を最初から避けることも可能。
- バッドゲージが一杯に貯まった状態でヒットポイントが0になると、不祥事に対する処分としてパトロールオフィサーに一時的に降格させられる。降格中は着用できる服は制服のみでロッカーは使用できず、また自分の車両を市警の車庫から出すこともできない。降格は市内で容疑者を3人逮捕することで解除される。
- 街で起きる事件は多様になり、さらに建物の中でも事件が起きるようになった。強盗、暴力、強姦、ガサ入れなどがあり、また室内には犯罪の証拠物が残されていることもある。証拠物を回収して市警に提出すると、昇進に必要なキャリアポイントと給料が得られる。また市警に提出せずに質屋に横流しすることも可能で、市警に提出するよりはるかに多いお金を得られるが、犯罪発生率に悪影響があり、またバッドポイントも増える。あまりに大量の物資を一度に横流しすると、ゲージが一気に上限まで上がってしまい警察に追われる。
- ある程度物語が進むと、主人公は上司から違法なストリートレースや賭け闘技場の取締りを命じられる。街中にそれらに参加申し込みをするポイントが現れ、掛け金を払って参加、勝利すれば掛け金に応じた賞金を貰う。全ての試合で勝利すると、主催者との勝負になる。

#### 車両
- バイクに乗れるようになった。
- 署の車庫で有料でドライビングテクニックを習うことが出来る。レベルに応じて習えるテクニックが増え、ウィリーや180度ターン、片輪走行などを習うことが可能。
- いくつかの覆面パトカーベース車両や、一般車両の気に入ったものを給料から購入できる。警察車両は市警本部内にある車両係か交番で、それ以外の一般車両は市内に点在するカーディーラーで購入する。最初に一台だけ、フォード・クラウンビクトリア・ポリスインターセプター覆面仕様風の覆面パトカーを貰う。
- 車両の破損は街にある修理工場で有料で修理することができ、また一般車などはここで刑事用改造を施しサイレンとパトライトを装着することで、覆面パトカーにできる。一部の車両はグレードアップの改造することができ、外観や性能を変えられる。

#### 武器・戦闘関連
- LAではスキルアップごとに自分の拳銃がパワーアップしていったが、NYCでは武器の種類が大幅に増え、購入することでそれらを装備することが可能となった。武器は市警本部の武器庫、もしくは街にあるガンショップで購入する。武器の種類は拳銃や自動小銃、サブマシンガン、ショットガン、狙撃銃など警察の装備としてよく知られているものから、街のガンショップでしか買えない対戦車ロケット砲、ガトリングガン、マグライト、ナイフ、マチェット、地雷、手榴弾など強力なもの、また離れた相手に針を撃ちこんで電撃を加えるスタンガンや、電撃を加えられるスタンスティック、警棒、閃光手榴弾、麻酔銃などの非致死性武器もあり、相手を安全且つ生け捕りにするのに役立つ。一度に持ち運べる装備には限りがあり、持てない分は自分が持っている車のトランクに保管されていることになっていて、トランクを開けることで武器の持ち換えができる。
- 警察の武器庫では有料でガンスキルが学べ、各階級ごとに一つのスキルがある。
- 支給品の38口径の自動拳銃以外の銃は弾数制限があり、撃ち尽くすと弾薬を補給するまで使用することができない。弾薬の補給は自分の車のトランクを開けるか、市警本部に戻ることによって行われる。
- 片手で扱える拳銃などは同じ銃を2丁揃えることで、両手撃ちができる。
- 格闘技は空手、ムエタイ、テコンドー、中国武術などいくつかのスタイルがあり、好きなスタイルと特別な技を、街にある道場でお金を払って習得できる。ただしスタイルの総数より実際に覚えられる数が少ないので、覚えられるだけの数を覚えてしまうと、新たなスタイルを得るためにはいずれかと入れ替える必要がある。
- 格闘技は強攻撃(□)と弱攻撃(×)、□+×でのダウン攻撃、相手の腕を掴んで(○)攻撃した時の技、そして道場で購入できる各スタイルごとの特別な技で、前作のようなコンボ入力の技と言うものはない。ただし敵の残りヒットポイントが少ない時に弱攻撃を3連発で決めると画面下に横長のゲージが現れ、それが消える前に□や×を連打をしてゲージを高めると、強力なダメージを相手に負わせる攻撃をする。
- 一撃必殺の逮捕術、暗殺技が使えるようになった。敵がこちらに気づいていない時にしゃがみ(L3)状態で移動すると、正面に行かない限り接近しても気づかれない。この時に背後に回りこみ、□や×を押して暗殺技で敵を即死させるか、○で首を絞める逮捕術で気絶させることが出来る。敵のアジトに侵入するようなミッションでは役に立つが、暗殺技を使った場合はバッドポイントが少し増える。

#### 買い物や交通
- 市内には多くの店があり、主人公は後述の武器や服の他、ヒットポイント回復のために食料品や医薬品を買える。前作では街中を自由行動している時のヒットポイント回復は薬局で薬を買うのみであったが、今作では露店や食料品店、薬局、ファーストフード店など色々ある。品物は薬をはじめとしてコーヒーとドーナツのセット、フィッシュアンドチップス、サンドウィッチ、ワイン、ホットドッグなど様々だが、高いものほどヒットポイントの回復量も大きい。この店は先述の犯罪発生率が高いと開いているものが少なくなり、犯罪発生率の低下によって増えていく。
- 主人公の着替えが可能となり、市警本部地下のロッカーで着替えられる。スタート時点で装着できるのは私服1種類と制服のみだが、街にあるブティックで服を購入することで、ロッカー内にある服の種類も増えていく。
- タクシーや地下鉄といった交通機関を使うことにより、遠隔地でも一瞬で移動できるようになった。タクシーの方が地下鉄より高く、南北に細長いマンハッタンの端から端まで移動すると、およそ40 - 50ドル程度。その代わり、どこでも好きなところに移動できる。地下鉄はタクシーより安価だが、駅から駅までしか移動できない。
- CD店でCDを購入すると、乗車中にかかるBGMを変更できる。

## LAPDとNYPD
Los Angeles Police DepartmentとNew York City Police Departmentはいずれもアメリカの市における自治体警察。アメリカは日本の市に相当するCityにPolice Departmentが置かれ、州が持つ犯罪の捜査、逮捕、取調べなどの法執行権を行使する。またロサンゼルスもニューヨークも大都市なのでLAPDは約17,000人、NYPDは約35,000人の職員を擁し、その規模は日本の都道府県警察に匹敵するので、日本人が想像する「市の部局」といった印象からするとかなり大規模と言える。ゲーム内では権利上の関係からかLAではパトカーのドアについている市章(実際のパトカーの市章)が省かれていて、またNYCでは全体を通して市警察名称の省略形は「PDNY」と表記され、マーカスが着用する制服上腕部のワッペンでは中央部のしるし(NYPDのワッペン)も変更されていた。

## True Crime: Hong Kong
PC、プレイステーション3、Xbox 360にて2010年秋に海外で発売予定だったが、発売延期となり、2011年2月9日のアクティビジョン・ブリザードの収支報告会にて、開発の中止が発表された。しかしその後スクウェア・エニックスが販売権を獲得、タイトルをスリーピングドッグス 香港秘密警察と名称を変え別の作品として2012年に発売された。